# (46632) RISE
(46632) RISE est un astéroïde de la ceinture principale.

## Description
(46632) RISE est un astéroïde de la ceinture principale. Il fut découvert le 14 octobre 1994 à Kiso par Isao Satō et Hiroshi Araki. Il présente une orbite caractérisée par un demi-grand axe de 2,55 UA, une excentricité de 0,11 et une inclinaison de 1,3° par rapport à l'écliptique.

## Compléments